# 23КПК

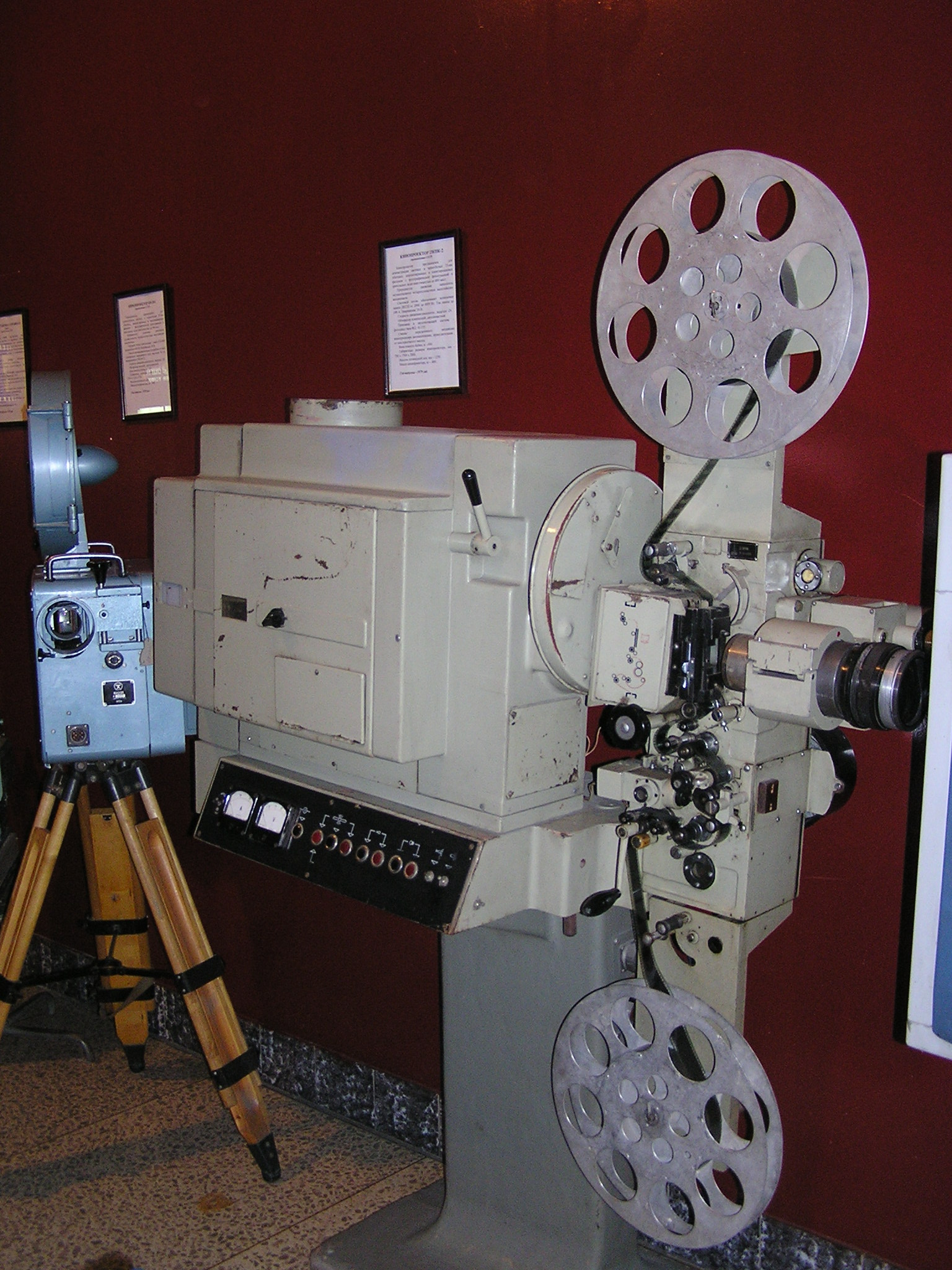
Кинопроектор 23КПК-2 в музее

23КПК — семейство советских кинопроекторов, предназначенных для показа обычных, кашетированных (1,66:1) и широкоэкранных фильмов на 35-мм киноплёнке с оптической фонограммой. Выпускались ленинградским объединением ЛОМО с 1973 года и к середине 1980-х на территории СССР стали самыми массовыми театральными кинопроекторами. Пригодны как для автономной работы, так и для автоматизированного кинопоказа с двух или трёх постов в кинозалах вместимостью до 600 мест. Последние модификации кинопроектора эксплуатировались вплоть до 2010-х годов, когда киноплёнка вышла из употребления.

## Историческая справка
Основные конструктивные решения, реализованные в кинопроекторе, уже много лет использовались в предыдущих устройствах КЗС-32 (после войны выпускался под маркой СКП-26) и семейства КПТ. 23КПК был создан непосредственно на базе конструкции и опыта эксплуатации кинопроекторов КПТ-7 и КПТ-2Ш, с прямым заимствованием части узлов. Главное отличие, помимо обновлённого дизайна — осветитель на базе ксеноновой лампы ДКсШ-3000, заменившей угольную дугу интенсивного горения. Применение ксеноновой лампы устранило ограничение длительности непрерывного кинопоказа, а также избавило киномеханика от регулярной замены угольных электродов. 
Самые первые проекторы 23КПК оснащались противопожарными кассетами для бобин в расчёте на работу с фильмокопиями на горючей нитратной основе, ещё встречавшимися в советском кинопрокате. Впоследствии от боксов отказались. Вторая модель с индексом 23КПК-2 отличается от базовой применением полупроводникового фотодиода ФД-К-155 вместо устаревшего фотоэлектронного умножителя ФЭУ-1. Вместе со светоприёмником изменилась и конструкция всего звукоблока. Кроме того, новый кинопроектор получил возможность совместной работы с системой АКП-6М-6 автоматизированного кинопоказа. 
Результатом более глубокой модернизации стала последняя модель проектора 23КПК-3. Здесь ксеноновая лампа установлена горизонтально, а не вертикально за счёт изменённой конструкции осветителя. Это позволило применить более эффективный глубокий отражатель и повысить световую отдачу. Незначительным изменениям подверглась головка проектора: исключён один из зубчатых барабанов, а функцию задерживающего стал совмещать зубчатый барабан звукоблока.

## Устройство

### Лентопротяжный тракт
Движение механизма кинопроектора осуществляется при помощи асинхронного электродвигателя. Приводной механизм, находящийся в картере головки проектора, оснащён системой принудительной централизованной смазки от шестерёнчатого масляного насоса.

Лентопротяжный тракт проектора

Лентопротяжный тракт проектора (на иллюстрации) состоит из тормозного устройства подающей бобины 1, придерживающих и прижимного роликов, зубчатых и гладкого барабанов, фильмового канала и наматывателя. Прерывистое движение киноплёнки осуществляется четырёхлопастным мальтийским механизмом.
В проекторе используются пять зубчатых барабанов (по ходу плёнки сверху вниз): тянущий 3, скачковый 7, успокаивающий 8, звуковой 12 и задерживающий 13. Для каждого зубчатого барабана сделан придерживающий ролик. В фильмовом канале плёнку придерживает поперечно-направляющий ролик 5. К гладкому барабану, расположенному у блока звукочитающей системы фильм прижимается роликом. Ниже расположены несколько продольно-направляющих роликов. После прохождения всего тракта киноплёнка попадает на наматыватель 18. Ёмкость бобин для киноплёнки — до 600 метров, что позволяет заряжать сразу две части фильмокопии и сократить количество переходов с поста на пост.

### Осветительно-проекционная система
Осветительно-проекционная система, или сокращенно ОПС, состоит из ксеноновой лампы, эллипсоидного отражателя с интерференционным покрытием, сферического контротражателя, проекционного объектива и анаморфотной насадки.
В первом фокусе эллипсоидного отражателя находится светящаяся дуга ксеноновой лампы. Отражение светящейся дуги попадает во второй фокус отражателя, который находится в кадровом окне проектора.
Благодаря тому, что отражатель представляет собой «разведённую чашу», в кадровое окно попадает сразу два изображения светящейся дуги, отстоящие друг от друга на 11 мм по горизонтали. Это повышает равномерность освещённости кадрового окна.
Для отвода тепла от кадрового окна до 1987 года применялось водяное охлаждение фильмового канала, позднее усиленное воздушным от крыльчатки обтюратора.
Полезный световой поток кинопроектора без киноплёнки при работающем обтюраторе и номинальном режиме горения с лампой ДКСШ-4000-1 может достигать 8500 люмен. Равномерность освещённости экрана для обычных фильмов — 0,65; для широкоэкранных и кашетированных — 0,5. Для перекрытия светового потока между кадровым окном и осветительной системой установлена автоматическая противопожарная заслонка АЗП-4, управляемая от датчика обрыва киноплёнки и от устройства автоматизированного кинопоказа.

### Звукочитающая система
Для воспроизведения фотографической фонограммы фильмокопии в кинопроекторе применяется звукочитающая система прямого чтения. Световой поток создаёт лампа накаливания К6-30, которая с помощью специальной оптической системы формирует читающий штрих размером 2,13 × 0,015 мм. Свет, прошедший сквозь фонограмму киноплёнки, попадает на фотоэлектронный умножитель ФЭУ-1 или фотодиодную ячейку, дающие электрический звуковой сигнал.
Скорость киноплёнки в звукоблоке демпфируется маховиком гладкого барабана, вращающимся в масляной ванне. В последние годы эксплуатации в кинопроекторах 23КПК штатные звукоблоки заменялись звукоблоками обратного чтения, пригодными для воспроизведения двухканальных оптических фонограмм Dolby SR, как обычных, так и бессеребряных («циановых»). В последнем случае в звукоблок монтировался дополнительный светодиодный источник красного света.